# کلود دوفن
کلود دوفَن، (به فرانسوی: Claude Dauphin) (زاده ۱۹۵۱ - درگذشته ۳۰ سپتامبر ۲۰۱۵) کارآفرین، بازرگان و مدیر ارشد اجرایی فرانسوی بود، وی مدیر عامل اجرایی و رئیس هیئت مدیره شرکت ترافیگورا بود.
دوفین همچنین یکی از بنیانگذاران ترافیگورا به‌شمار می‌آمد و با در اختیار داشتن ۲۰٪ درصد از سهام آن، به‌عنوان بزرگترین سهام‌دار این شرکت محسوب می‌شد. ترافیگورا یکی از بزرگترین شرکت‌های مبادله کالای جهان می‌باشد.